# Le Vauroux
Le Vauroux é uma comuna francesa na região administrativa de Altos da França, no departamento de Oise. Estende-se por uma área de 9,74 km². Em 2010 a comuna tinha 515 habitantes (densidade: 52,9 hab./km²).